# Nobody’s Perfect (Jessie J-dal)
A Nobody's Perfect Jessie J brit énekesnő dala debütáló, Who You Are című albumáról. A dalt Jessie J mellett Claude Kelly szerezte, producere Andre Brissett és Kelly volt, és a tökéletességért való harcról szól. 2011. május 27-én jelent meg az album harmadik kislemezeként, miután április 20-án a rádiók elkezdték sugározni. CD formátumban május 23-ra tervezték kiadását, viszont 30-ra halasztották a hatásos kiadásért. A kislemezes változatot Tom Elmhirst remixelte, és némileg különbözik az albumos változattól. A dal a brit kislemezlista kilencedik helyéig jutott.

## Háttér
A Nobody's Perfect egy középtempós dal, melyet Jessie J és Claude Kelly szerzett. 2011. április 15-én egy interjú során Jessie bejelentette, ez a szám lesz a Price Taget követő harmadik kislemeze. A felvétel az egyik kedvence az albumáról. Az MTV később bejelentette, a dal csak az Egyesült Királyságban jelenik meg. Egy, a The Sunnak adott interjú során Jessie így beszélt a számról: „Az egyik legőszintébb és legnyersebb dal… Minden egyes alkalommal, amikor előadom, újra átélem a pillanatot, amiről szól. Szerintem fontos beismernünk hibáinkat, és pozitív tulajdonságainkat is. Ahogya a dal mondja, senki sem tökéletes. Én határozottan nem!” A brit rádiók 2011. április 20-án kezdték el a felvételt játszani.

## Fogadtatás

### A kritikusok értékelései
A dal vegyes értékeléseket gyűjtött a kritikusoktól, nem egy vokális teljesítményét dicsérte: „kifejező, üdítően valós hangzású, tempós, felemelő töltésű, egymásra rétegződő sorok, melyek a  felesleges pusztításra mutatnak.” A negatív kritikák szerint habár ő az Egyesült Királyság egyik legígéretesebb előadója, ez a dal megmutatja gyenge pontját: „nem sikerült teljesen kézbesítenie, az ígért reklámfogás pedig elbukott.”

### Kereskedelmi fogadtatás
2011 márciusában debütált a dal a brit kislemezlista 81. helyén. Az ezt követő héten visszaesett a 97. helyre, mielőtt 32. lett. Később kilencedik lett, Jessie harmadik top-10-es kislemezeként (az Egyesült Királyságban). Ausztráliában 24. helyezést ért el 2011. május 16-án. Később itt is kilencedik helyig jutott, és az Australian Recording Industry Association (ARIA) megadta a dalnak az Arany minősítést, 35 000 eladott példány után.

## Videóklip
A dalhoz tartozó videóklipet a Nu Boyana Film Stúdióban forgatták (Szófia, Bulgária) 2011. március 24-én, Emil Nava rendezésében. 2011. április 14-én jelent meg az Egyesült Királyságban Jessie VEVO csatornáján. A kisfilmet Lewis Carroll Alice Csodaországban című klasszikus meséje inspirálta, Cornish egy lakomaasztal mellett ül a videóban. Később szurokban jelenik meg, Libertas római istennőként öltözve. A forgatás után Jessie közölte, egyik kedvenc videója, amit eddig csinált.

## Megjelenési forma és számlista
- Ausztrál digitális EP[23]

1. Nobody's Perfect (Album Version) – 4:19
2. Nobody's Perfect (Single Version) – 3:44
3. Nobody's Perfect (Alternative Version) – 4:16
4. Nobody's Perfect (Acoustic Version) – 4:42
5. Nobody's Perfect (Netsky Full Vocal Remix) – 4:55
6. Nobody's Perfect (Steve Smart Remix) – 5:54

- Brit CD kislemez[24] / digitális EP[25]

1. Nobody's Perfect (Tom Elmhirst Radio Edit) – 3:41
2. Nobody's Perfect (Acoustic Version) – 4:42
3. Nobody's Perfect (Netsky Full Vocal Remix) – 4:55
4. Nobody's Perfect (Steve Smart Remix) – 5:54

## Közreműködők
- Jessie J – dalszerzés és vokál
- Claude Kelly – dalszerzés és producer
- Andre Brissett – producer
- Ben ‘Bengineer’ Chang – felvétel
- Jean-Marie Horvat – hangkeverés
- Tom Coyne – maszterizálás

Forrás: